# Cheminot
Cheminot (Duits: Kemnat) is een gemeente in het Franse departement Moselle (regio Grand Est) en telt 535 inwoners (1999). De plaats maakt deel uit van het arrondissement Metz.

## Geografie
De oppervlakte van Cheminot bedraagt 11,5 km², de bevolkingsdichtheid is 46,5 inwoners per km².
De onderstaande kaart toont de ligging van Cheminot met de belangrijkste infrastructuur en aangrenzende gemeenten.

## Demografie
Onderstaande figuur toont het verloop van het inwonertal (bron: INSEE-tellingen).